# 6717 Antal
6717 Antal eller 1990 TU10 är en asteroid i huvudbältet som upptäcktes den 10 oktober 1990 av de båda tyska astronomen Freimut Börngen och Lutz D. Schmadel vid Tautenburg-observatoriet. Den är uppkallad efter den slovakiske astronomen Milan Antal.
Asteroiden har en diameter på ungefär 10 kilometer och den tillhör asteroidgruppen Dora.